# Милорадович Гаврило Ілліч
Гаври́ло Іллі́ч Милорадович — Гадяцький полковник в 1727—1729 роках.

## З життєпису
Разом з братом Олександром виїхав на службу з Герцеговини до Російської імперії. Після смерті Михайла Милорадовича 1726 року посів його місце Гадяцького полковника — за протекції князя Меншикова. Полкове братство скаржилося на утиски гетьманові Данилові Апостолу і за його поданням Гаврило Милорадович був відсторонений від полковництва та у Москві відданий до суду.

## Родина
- Антін (1708—1779), бунчуковий товариш Прилуцького полку, надвірний радник